# Byrrhus luniger
Byrrhus luniger là một loài bọ cánh cứng trong họ Byrrhidae. Loài này được Germar miêu tả khoa học năm 1817.